# علیرضا ابراهیمی (بازیکن فوتبال)
علیرضا ابراهیمی (زادهٔ ۱۸ آذر ۱۳۶۸ در شهرستان جیرفت استان کرمان) بازیکن فوتبال اهل ایران است که در پست مدافع  بازی می‌کند.

## دوران باشگاهی

### پرسپولیس
در ۱۹ مرداد ۱۴۰۰، ابراهیمی با قراردادی دو ساله به باشگاه پرسپولیس پیوست.

## آمار باشگاهی
| باشگاه             | دسته               | فصل                | لیگ برتر | لیگ برتر | جام حذفی | جام حذفی | آسیا | آسیا | سوپر جام | سوپر جام | مجموع | مجموع |
| باشگاه             | دسته               | فصل                | بازی     | گل       | بازی     | گل       | بازی | گل   | بازی     | گل       | بازی  | گل    |
| ------------------ | ------------------ | ------------------ | -------- | -------- | -------- | -------- | ---- | ---- | -------- | -------- | ----- | ----- |
| مس سرچشمه          | لیگ برتر           | ۹۱–۱۳۹۰            | ۵        | ۰        | ۰        | ۰        | ۰    | ۰    | ۰        | ۰        | ۵     | ۰     |
| مجموع مس سرچشمه    | مجموع مس سرچشمه    | مجموع مس سرچشمه    | ۵        | ۰        | ۰        | ۰        | ۰    | ۰    | ۰        | ۰        | ۵     | ۰     |
| مس کرمان           | لیگ برتر           | ۹۳–۱۳۹۲            | ۲۰       | ۰        | ۱        | ۰        | ۰    | ۰    | ۰        | ۰        | ۲۱    | ۰     |
| مس کرمان           | لیگ آزادگان        | ۹۶–۱۳۹۵            | ۲۷       | ۴        | ۱        | ۰        | ۰    | ۰    | ۰        | ۰        | ۲۸    | ۴     |
| مجموع مس کرمان     | مجموع مس کرمان     | مجموع مس کرمان     | ۴۷       | ۴        | ۲        | ۰        | ۰    | ۰    | ۰        | ۰        | ۴۹    | ۴     |
| نیروی زمینی        | لیگ آزادگان        | ۹۴–۱۳۹۳            | ۳        | ۰        | ۰        | ۰        | ۰    | ۰    | ۰        | ۰        | ۳     | ۰     |
| نیروی زمینی        | لیگ آزادگان        | ۹۵–۱۳۹۴            | ۰        | ۰        | ۱        | ۰        | ۰    | ۰    | ۰        | ۰        | ۱     | ۰     |
| مجموع نیروی زمینی  | مجموع نیروی زمینی  | مجموع نیروی زمینی  | ۳        | ۰        | ۱        | ۰        | ۰    | ۰    | ۰        | ۰        | ۴     | ۰     |
| گل‌گهر سیرجان       | لیگ آزادگان        | ۹۷–۱۳۹۶            | ۲۰       | ۱        | ۲        | ۰        | ۰    | ۰    | ۰        | ۰        | ۲۲    | ۱     |
| گل‌گهر سیرجان       | لیگ آزادگان        | ۹۸–۱۳۹۷            | ۲۶       | ۱        | ۰        | ۰        | ۰    | ۰    | ۰        | ۰        | ۲۶    | ۱     |
| گل‌گهر سیرجان       | لیگ برتر           | ۹۹–۱۳۹۸            | ۲۷       | ۶        | ۱        | ۰        | ۰    | ۰    | ۰        | ۰        | ۲۸    | ۶     |
| گل‌گهر سیرجان       | لیگ برتر           | ۰۰–۱۳۹۹            | ۲۴       | ۰        | ۳        | ۱        | ۰    | ۰    | ۰        | ۰        | ۲۷    | ۱     |
| مجموع گل‌گهر سیرجان | مجموع گل‌گهر سیرجان | مجموع گل‌گهر سیرجان | ۹۷       | ۸        | ۶        | ۱        | ۰    | ۰    | ۰        | ۰        | ۱۰۳   | ۹     |
| پرسپولیس           | لیگ برتر           | ۰۱–۱۴۰۰            | ۱۱       | ۰        | ۱        | ۰        | ۰    | ۰    | ۱        | ۰        | ۱۳    | ۰     |
| مجموع پرسپولیس     | مجموع پرسپولیس     | مجموع پرسپولیس     | ۱۱       | ۰        | ۱        | ۰        | ۰    | ۰    | ۱        | ۰        | ۱۳    | ۰     |
| نساجی              | لیگ برتر           | ۰۲–۱۴۰۱            | ۱۷       | ۲        | ۲        | ۰        | ۰    | ۰    | ۱        | ۰        | ۲۰    | ۲     |
| مجموع نساجی        | مجموع نساجی        | مجموع نساجی        | ۱۷       | ۲        | ۲        | ۰        | ۰    | ۰    | ۱        | ۰        | ۲۰    | ۲     |
| مس کرمان           | لیگ برتر           | 1402-03            | 0        | 0        | 0        | 0        | 0    | 0    | 0        | 0        | 0     | 0     |
| مجموع آمار         | مجموع آمار         | مجموع آمار         | ۱۸۰      | ۱۴       | ۱۲       | ۱        | ۰    | ۰    | ۲        | ۰        | ۱۹۴   | ۱۵    |

## افتخارات

### باشگاهی

#### پرسپولیس
- لیگ برتر خلیج فارس
  - نایب‌قهرمان (۱): ۱۴۰۱–۱۴۰۰
- سوپر جام فوتبال ایران
  - نایب‌قهرمان (۱): ۱۴۰۰

#### نساجی
- سوپر جام فوتبال ایران
  - نایب‌قهرمان (۱): ۱۴۰۱